# 山中健太
山中 健太（やまなか けんた、1992年5月6日 - ）は、日本の俳優。鹿児島県出身。愛称は「健太」「健ちゃん」など。キャストコーポレーション所属。

## 経歴
幼少期より人前で何かを披露することが好きで、双子の弟である山中翔太と共に芸能界を志し、オーディション雑誌がきっかけで現事務所所属となる。
2012年、舞台「レディー・ゴー」で俳優デビュー。
2016年、舞台「あんさんぶるスターズ! オン・ステージ」2wink 葵ひなた役で2.5次元作品への初出演を果たす（翔太は双子の弟・葵ゆうた役で同じく初出演）。
以降、主に2.5次元作品舞台を中心に活躍中。
2019年、シリーズ出演をしている2.5次元ダンスライブ『S.Q.S』 Epsode3「ROMEO -in the darkness-」BLUE公演では、自身初のお当番で久我壱星役を好演。
2020年8月25日、Faniconよりオフィシャルファンコミュニティ『健翔援の秘密部屋〜205号室〜』を開設。2025年3月4日よりプラットフォームをBitfanに移行。

## 人物
- 山中翔太は双子の弟
- 翔太と見分けをつけるため常に黒髪にしている（翔太は金髪などにしていたが、2020年8月には公演の役作りのため2人揃って黒髪にした）
- 趣味・特技は、イラスト・作詞・ダンス&ヴォーカル
- 櫻井圭登、谷水力、翔太の4人で「あざと部」を結成している
- 自身のTwitterなどで、企画から撮影・編集を全て翔太と2人で行っている動画を『#双子企画』として配信している
- ファン名称は『健翔援（けんしょうえん）』（健太の"健"、翔太の"翔"、応援の"援"から）

## 出演作品

### 舞台
※太字はメインキャラクター
2012年
- レディー・ゴー（10月4日 - 8日、池袋GEKIBA）

2016年
- あんさんぶるスターズ! オン・ステージ（6月18日 - 26日、AiiA 2.5 Theater Tokyo） - 葵ひなた 役
- のぶニャがの野望 番外公演「ねこ軍議〜飼い猫はどいつニャ？〜」（8月5日 - 14日、新大久保 R'sアートコート / 8月20日 - 21日、米原市ルッチプラザ） - しミャ左近 役

2017年
- あんさんぶるスターズ! オン・ステージ - 葵ひなた 役
  - あんさんぶるスターズ!オン・ステージ 〜Take your marks!〜（1月5日 - 15日、AiiA 2.5 Theater Tokyo / 1月25日 - 29日、梅田芸術劇場シアター・ドラマシティ）
- バグバスターズ（5月30日 - 6月4日、俳優座劇場） - 大澤大悟 役
- ミュージカル「魔界王子 devils and realist」the Second spirit（11月4日 - 12日、新宿FACE） - ミカエル 役[4]

2018年
- あんさんぶるスターズ! オン・ステージ - 葵ひなた 役
  - あんさんぶるスターズ!オン・ステージ 〜To the shining future〜（1月19日 - 21日、梅田芸術劇場シアター・ドラマシティ / 1月25日 - 2月5日、シアター1010）
- 犬と串 case.17「ピクチャー・オブ・レジスタンス」（2月21日 - 25日、恵比寿エコー劇場） - ウミヒコ 役[5]
- 2.5次元ダンスライブ『S.Q.S』 - 久我壱星 役
  - Episode1「はじまりのとき -Thanks for the chance to see you-」（5月17日 - 27日、よみうり大手町ホール）[6]
  - ツキプロ文化祭2018 SUMMER 『月野百鬼夜行外伝 夏夢祭』（7月28日 - 29日、パシフィコ横浜国立大ホール） - 鎌鼬（久我壱星） 役
  - Episode2『星芒の彼方－月野百鬼夜行綺譚－』（11月1日 - 11日、ヒューリックホール東京） - 鎌鼬（久我壱星）役
- BOYS☆TALK 第3弾（6月6日 - 17日、CBGKシブゲキ!!） - ゲンちゃん 役[7]

2019年
- 夢王国と眠れる100人の王子様On Stage（1月31日 - 2月3日、シアター1010 / 2月7日 - 11日、品川プリンスホテル ステラボール） - シュニー 役[8]
- ツキステ。第8幕「TSUKINO EMPIRE -Unleash your mind.-」（3月27日 - 31日、舞浜アンフィシアター） - 久我壱星 役 ※ゲスト出演[9]
- 2.5次元ダンスライブ『S.Q.S』 - 久我壱星 役 
  - Episode 3「ROMEO - in the darkness -」（4月25日 - 5月6日、ヒューリックホール東京）※お当番 [10][11][12][13]
  - Episode 4「TSUKINO EMPIRE2 -Beginning of the World-」（9月26日 - 29日、舞浜アンフィシアター）
- アオアシ （7月11日 - 15日、シアター1010） - 黒田勘平 役[14][15]
- 乱歩奇譚 Game of Laplace 〜怪人二十面相〜（8月5日 - 12日、品川プリンスホテル クラブeX） - ハシバ 役[16][17]

2020年
- 2.5次元ダンスライブ『S.Q.S』 - 久我壱星 役
  - Episode5「篁志季消失事件」（2月20日 - 3月1日、ヒューリックホール東京）
  - Episode 6「キソセカイステージ：zwei『アカイホノオ』」（7月2日 - 12日、東京ドームシティシアターGロッソ）※公演中止、2021年3月に振替公演[18] ※お当番
- 舞台「盾の勇者の成り上がり」（4月8日・10日 シアターサンモール）※東京公演日替わりゲスト出演　※公演延期
- 演劇ユニット【爆走おとな小学生】第三十回公演記念授業「タツノオトシゴ」（4月15日 - 19日、シアターサンモール） - 秋 役 ※公演中止
- ぼくらの七日間戦争（9月11日 - 20日、かめありリリオホール） - 佐竹哲郎 役
- 「I'll Be Home For Christmas〜クリスマスは家にいて〜」（12月9日 - 20日、浅草九劇）※12月9日 - 12日出演

2021年
- 2.5次元ダンスライブ『S.Q.S』 - 久我壱星 役 
  - Episode 6「キソセカイステージ：zwei『アカイホノオ』」（3月25日 - 31日、ヒューリックホール東京）※お当番
  - Episode 7「斬心 -千五百秋の朝に。-」（12月2日 - 12日、ヒューリックホール東京）

- 舞台「盾の勇者の成り上がり」（7月17日 - 25日、シアターサンモール） - エイク 役

- 演劇ユニット【爆走おとな小学生】第十三回課外授業「ハローハローポピーポピー」（12月21日 - 26日、シアターグリーン BOX in BOX THEATER） - 主演・ポピー 役※Ｗキャスト

2022年
- 2.5次元ダンスライブ｢ツキウタ。」ステージ第12幕「裏斬心 -Children are sometimes ruthless and cruel.-」（3月27日 - 4月3日[注 1]、日本青年館ホール） - 久我壱星 役

- 演劇ユニット【爆走おとな小学生】第十四回課外授業「タツノオトシゴ」（2月10日 - 13日、CBGKシブゲキ!!） - 秋 役 ※公演中止

- ナイスコンプレックスN35 舞台「キスより素敵な手を繋ごう」（6月15日 - 19日、シアターサンモール / 6月26日、北九州芸術劇場） - 雨宮静流 役

- 劇団CATMINT 第18回公演「青い世界線Episode２〜Daydream〜」 （10月12日 - 16日、中目黒キンケロシアター） - 片倉颯 役
- 2.5次元ダンスライブ『S.Q.S』 - 久我壱星 役 
  - Episode 8「SCHOOL REVOLUTION あの頃の僕らは」（12月2日 - 12日、サンシャイン劇場）[19]
- 少年Komplex 番外公演第三弾「ALICE×STORY〜 Merry Xmas to ALL!!〜」（12月21日 - 25日、シアターKASSAI） - くるみ割り人形 役

2023年
- 感謝の日々を 特別企画【Three Primary Colors】「蒼き空には嵐は吹かず」（4月19日 - 23日、大塚萬劇場） - 新太 役
- 少年Komplex アドリブエンターテイメント「THEATER×GAME」season6（4月28日 - 30日、せんがわ劇場）※4月29日、30日出演
- 舞台「一度だけでも」（8月4日 - 6日、代々木ミューズホール） - 智光 役
- 少年Komplex 第五回本公演「Tiny DREAM 〜夢の国エゲレス〜」（11月1日 - 5日、せんがわ劇場） - シューベルト 役

2024年
- 少年Komplex アドリブエンターテイメント「THEATER×GAME」season7（1月5日 - 7日、せんがわ劇場）
- 少年Komplex 第六回本公演「STAR CARNIVAL〜星祭〜」（1月31日 - 2月4日、せんがわ劇場） - リゲル 役
- Asterism vol.08「THE JUDGMENT DAY」（3月1日 - 10日、シアターグリーン BOX in BOX THEATER） - 深沢晃希 役[20]
- wordleafproject 5月公演「liberty」（5月1日 - 6日、ザ・ポケット） - 主演・宿木新樹 役
- ノーティーボーイズ produce ケミカルリアクションACT.3『Only Stupid They』（5月29日 - 6月2日、シアターサンモール） - 佐々岡二郎 役[21]
- 骸骨ストリッパー 10周年記念公演「code:L」（9月5日 - 8日、武蔵野芸能劇場） - 主演・七海光 役
- 骸骨ストリッパー 10周年記念 夏秋連動企画 calavera box vol.8「code:Lエピソード0〜名前のない二人〜」「code:Lエピソード1.5〜もう一つの光〜」（11月7日 - 10日、ひつじ座） - 七海光 役※11月9日日替わりゲスト出演
- 少年Komplex 第八回本公演「Song of canary〜夢見る鳥どり〜」（12月19日 - 23日、せんがわ劇場） - ボイラ 役

2025年
- 期間限定劇団∞ 舞台「ディストレス」（2月19日 - 24日、テアトルBONBON） - アイドル 役
- 少年Komplex SUPER SHOW STAGE「PARALLEL STARS Vol.0『Gemini's dream』〜とある姉妹の布団の中の物語〜」（3月28日 - 30日、せんがわ劇場） - キャンサー 役
- 少年Komplex アドリブエンターテイメント「THEATER×GAME」season9（5月3日 - 6日、せんがわ劇場）※5月5日、6日出演
- 少年Komplex 第九回本公演「Puppet MacGuffin〜人形劇の概要〜」（7月17日 - 21日、せんがわ劇場） - ロード 役
- 劇団バルスキッチン第44回公演「歌舞伎町ビターナイト」（10月8日 - 13日、バルスタジオ） - 城瀬すばる 役
- 劇団バルスキッチン第45回公演「歌舞伎町シュガーナイトナイト」（11月19日 - 24日、バルスタジオ） - 城瀬すばる 役

### ライブ・コンサート
2018年
- あんステフェスティバル（9月22日 - 24日、横浜文化体育館 / 9月26日 - 27日、神戸ワールド記念ホール） - 葵ひなた 役[22]
- LUNATIC LIVE 2018 ver BLUE & RED（12月26日 - 27日、大宮ソニックシティ） - 久我壱星 役[23]

2019年
- 2.5次元ダンスライブ「SQ」ステージ BLAZING & FREEZING（3月3日、舞浜アンフィシアター） - 久我壱星 役[24]
- AGF2019特設ステージ「月花神楽・花王宴（かおうのうたげ）」（11月9日 - 10日） - 久我壱星 役

2020年
- LUNATIC LIVE 2020 in Taiwan （6月19日 - 20日、Legacy Max） - 久我壱星 役 ※公演中止

### テレビ番組
- 方言彼氏。（2013年、テレ玉他）第10回
- S.Q.S TV（2018年、TOKYO MX）[25]
- S.Q.S TV SEASON2（2020年、TOKYO MX・BS日テレ）
- あざとくて何が悪いの? （2021年9月18日、テレビ朝日）- 再現VTR 渡辺翔太 役
- 全力アピール アダムシアター（2022年9月21日 - 22日、TBS）
- 全力坂（2023年8月3日、17日、テレビ朝日）

### ラジオ
- TS ONE「2.5次元男子放送部」（2018年1月）パーソナリティ
- USEN「舞台やろうっ！杉江大志のスマイル大使！」（2019年8月）※ゲスト出演
- USEN「舞台やろうっ！another side」（2019年12月 - 2020年1月）パーソナリティ
- 文化放送「超!A&G+」インターネットラジオ『あさステ!』（2023年2月4日）※有澤樟太郎代理
- 文化放送 インターネットラジオ「日向野祥のLet's祥Time」第71回、第72回（2025年2月3日、10日配信）※ゲスト出演

### Web番組
- 山中健太・翔太のまるごと60分！山中TWINSが生放送で双子シンクロにガチチャレンジ！SP（2016年11月2日、ニコニコ生放送）
- キャスコハウス（2018年 - 、ニコニコ生放送）不定期出演
- キャストサイズニュース（ニコニコ生放送）※ゲスト出演
  - 第102回（2018年11月21日）
  - 第116回（2020年1月15日）
- じゅっきま！#36（2019年8月20日、ニコニコ生放送）※ゲスト出演
- ツキプロチャンネル48時間生配信2022（2022年11月5日・6日、YouTube・ニコニコ生放送）[26]

### イベント
2016年
- ◯◯学園！ vol.1（11月12日、B-BOX）

2017年
- 山中健太・翔太＆星元裕月バレンタインバスツアー（2月12日、千葉県マザー牧場）
- ミュージカル「魔界王子 devils and realist」the Second spirit プレイベント〜秋の魔界へようこそ〜（10月9日、サンリオピューロランド）
- ミュージカル「魔界王子 devils and realist」the Second spirit プレイベント〜魔界のハロウィンパーティーへようこそ〜（10月22日、ロフトプラスワン）

2018年
- 櫻井圭登 Birthday Event 2018（2月10日、時事通信ホール）※ゲスト出演
- 双子お泊りツアーin伊東（11月17日 - 18日）
- 2.5次元ダンスライブ「S.Q.S」Episode1「はじまりのとき -Thanks for the chance to see you-」Blu-ray限定版 発売記念イベント （12月2日、原宿クエストホール）

2019年
- 吉岡佑バレンタインイベント〜スウィート革命〜（2月16日、HYPERMIX）※第1部ゲスト出演
- 2.5次元ダンスライブ「S.Q.S」Episode2「星芒の彼方-月野百鬼夜行綺譚-」Blu-ray限定版 発売記念イベント（6月8日、原宿クエストホール）
- 2.5次元ダンスライブ「S.Q.S」Episode3「ROMEO - in the darkness -」Blu-ray限定版 発売記念イベント（8月18日、大宮ソニックシティ大ホール）
- 舞台『アオアシ』DVD完成直前記念イベント（11月25日、秋葉原UDXシアター）

2020年
- けんぱ さんかいめ。（1月5日、角筈区民ホール）※第2部ゲスト出演
- CASTSIZE SPECIAL TALK EVENT（1月25日、渋谷 eggman）

2023年
- FAN×FAM TOUR ふぁんふぁむツアー 〜山中兄弟＆田中稔彦〜（10月7 - 8日、群馬県）
- ルビーパレード×キャストコーポレーションコラボイベント「THE DINNER SHOW?!」（10月22日）

- にごダイブ！2.5次元俳優×TRPGプロジェクト（11月25日、時事通信ホール）[27]

2024年
- 少年Komplex 「STAR CARNIVAL〜星祭〜」前夜祭トークイベント（1月20日、RAINBOW AKABANE STUDIO）
- 少年Komplex 「STAR CARNIVAL〜星祭〜」後夜祭トークイベント（2月25日、RAINBOW AKABANE STUDIO）
- 小林涼presents「むげん会」（7月13日、DDD青山クロスシアター）ゲスト出演
- 87BD企画「8/7〜石川純/髙畑岬 TWIN Birthday イベント〜」（8月25日、MsmileBOX渋谷）昼の部ゲスト出演
- 「第3回むげん会〜話そう〜」（11月30日、DDD青山クロスシアター）夜の部出演
- 少年Komplex 「Song of canary〜夢見る鳥どり〜」前夜祭（12月7日、RAINBOW AKABANE STUDIO）

2025年
- 少年Komplex 「Song of canary〜夢見る鳥どり〜」後夜祭1st、2nd（1月25日、RAINBOW AKABANE STUDIO）
- 少年Komplex 「Song of canary〜夢見る鳥どり〜」後夜祭3rd、4th（2月8日、RAINBOW AKABANE STUDIO）
- 「むげん会〜後夜祭〜」（3月1日 - 2日、テアトルBONBON）
- 少年Komplex番外企画SHOW-KOM FES vol.2「春の運動会ですよ。会」（4月6日）

- 山中健太・山中翔太 1st Meeting&Birthday『健翔宴〜TWINS☆PARTY〜』（5月17日、STUDIO Y’s）
- 少年Komplex「Puppet MacGuffin〜人形劇の概要〜」前夜祭（7月13日、秋葉原ハンドレッド7）
- 少年Komplex番外編企画「SHOW-KOM Birthday PARTY」（8月2日、高田馬場ラビネスト）ゲスト出演
- 期間限定劇団∞ 舞台『ディストレス』Blu-ray発売イベント（8月24日、浜離宮朝日ホール）

### MV
- go!go!vanillas「鏡」（2020年11月18日公開）

## 書籍
- 2.5次元ダンスライブ「S.Q.S」公式ビジュアルブック CAST×TRIBUTE 2019 （2019年6月28日 JAN 4549743245928）[28]
- 2.5次元ダンスライブ「S.Q.S」公式ビジュアルブック CAST×TRIBUTE 2020 （2020年8月28日 JAN 4549743386843）[29]

## CD

### 「S.Q.S」シリーズ関連
| 発売日   | 商品名 | 歌 | 楽曲                                              | 備考 |
| 2019年   | 2019年 | 2019年 | 2019年                                            | 2019年 |
| -------- | --- | --- | ------------------------------------------------- | --- |
| 10月25日 | 2.5次元ダンスライブ「S.Q.S Episode4『TSUKINO EMPIRE2 -Beginning of the World-』」メインテーマ『Beginning of the World』           | 篁志季役：日向野祥、奥井翼役：瀬戸啓太、世良里津花役：阿部快征、村瀬大役：小林涼 和泉柊羽役：田中稔彦、堀宮英知役：中尾拳也、久我壱星役：山中健太、久我壱流役：山中翔太 | 『Beginning of the World』                        | 先行発売日：2019年9月26日 - 29日 先行販売場所: 2.5次元ダンスライブ「S.Q.S Episode4『TSUKINO EMPIRE2 -Beginning of the World-』」 会場：舞浜アンフィシアター     |
| 2020年   | | |                                                   | |
| 2月20日  | 2.5次元ダンスライブ「S.Q.S Episode5『篁志季消失事件』」メインテーマ『希望の鐘』                                                   | 篁志季役：日向野祥、奥井翼役：瀬戸啓太、世良里津花役：阿部快征、村瀬大役：小林涼 和泉柊羽役：田中稔彦、堀宮英知役：中尾拳也、久我壱星役：山中健太、久我壱流役：山中翔太 | 『希望の鐘』                                      | 先行発売日：2020年2月20日 - 3月1日 先行販売場所: 2.5次元ダンスライブ「S.Q.S Episode5『篁志季消失事件』」 会場：ヒューリックホール東京                           |
| 2021年   | | |                                                   | |
| 3月25日  | 2.5次元ダンスライブ「S.Q.S Episode6 『キソセカイステージ：zwei「アカイホノオ」』」メインテーマ『アカイホノオ 〜Go On And On〜』   | 篁志季役：日向野祥、奥井翼役：瀬戸啓太、世良里津花役：阿部快征、村瀬大役：小林涼 和泉柊羽役：田中稔彦、堀宮英知役：中尾拳也、久我壱星役：山中健太、久我壱流役：山中翔太 | 『アカイホノオ 〜Go On And On〜』                 | 先行発売日：2021年3月25日 - 31日 先行販売場所: 2.5次元ダンスライブ「S.Q.S Episode6 『キソセカイステージ：zwei「アカイホノオ」』 」 会場：ヒューリックホール東京 |
| 12月2日  | 2.5次元ダンスライブ「S.Q.S Episode7『斬心 - 千五百秋の朝に。-』」 メインテーマ『斬心-無形ノ八重-』                                | 篁志季役：日向野祥、奥井翼役：瀬戸啓太、世良里津花役：阿部快征、村瀬大役：小林涼 和泉柊羽役：田中稔彦、堀宮英知役：中尾拳也、久我壱星役：山中健太、久我壱流役：山中翔太 | 『斬心-無形ノ八重-』                              | 先行発売日：2021年12月2日 - 12日 先行販売場所：2.5次元ダンスライブ「S.Q.S Episode7 『斬心 - 千五百秋の朝に。-』」 会場：ヒューリックホール東京                  |
| 2023年   | | |                                                   | |
| 1月27日  | 2.5次元ダンスライブ「S.Q.S Episode 8『SCHOOL REVOLUTION あの頃の僕らは』」主題歌『SCHOOL REVOLUTION! −時計仕掛けのモラトリアム−』 | 篁志季役：塚本凌生、奥井翼役：瀬戸啓太、世良里津花役：阿部快征、村瀬大役：小林涼 和泉柊羽役：田中稔彦、堀宮英知役：中尾拳也、久我壱星役：山中健太、久我壱流役：山中翔太 | 『SCHOOL REVOLUTION! −時計仕掛けのモラトリアム−』 | 先行発売日：2022年12月2日 - 11日 先行販売場所：2.5次元ダンスライブ「S.Q.S Episode 8『SCHOOL REVOLUTION あの頃の僕らは』」 会場：ヒューリックホール東京          |